# Schloss Günzach

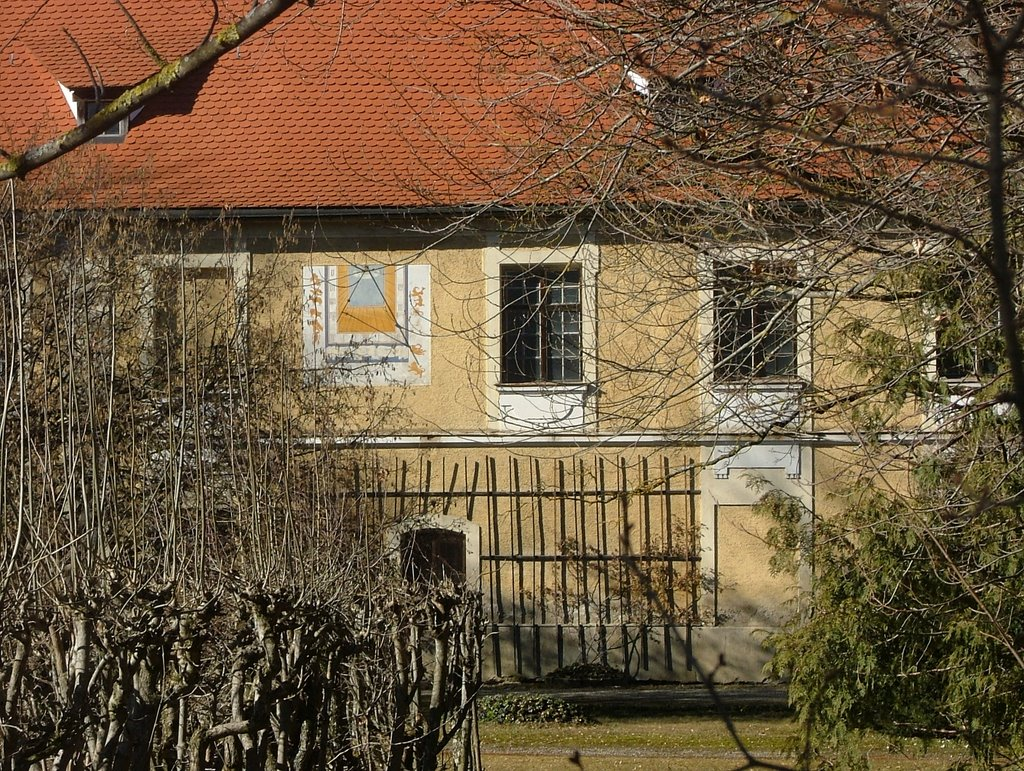
Schloss Günzach, 2012

Schloss Günzach ist ein unter Denkmalschutz stehendes Gebäude in Günzach im schwäbischen Landkreis Ostallgäu.

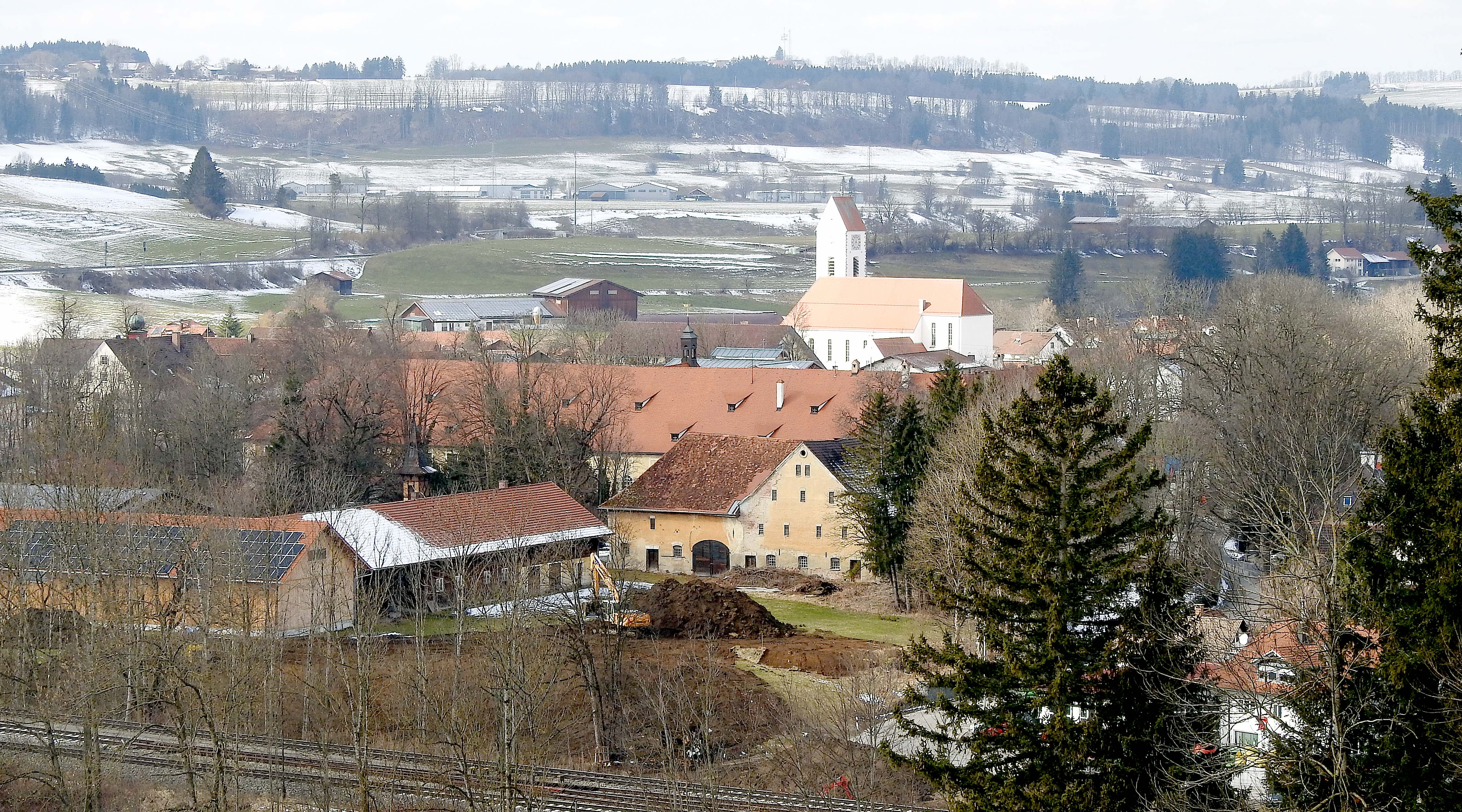
Schloss Günzach von Südosten

## Geschichte
Als das vormalige Jagdschloss im Grünegger Wald 1730 bei einem Sturm einstürzte, ließ der Kemptener Fürstabt Anselm von Reichlin-Meldegg ein neues Schloss im „Thal an der Günz“ erbauen. Mit der Säkularisation 1803 machte der neue Eigentümer Johann Friedrich aus dem Schloss eine weithin bekannte Brauerei, welche zwischen 1855 und 1875 von der Familie Gabler aus Obergünzburg übernommen wurde. 1930 wurde die Schlossbrauerei Günzach durch die Familie Gabler geschlossen. In den Gebäuden entstand eine Baumwollspinnerei, später die erste „Allgäuer Glasmanufaktur“. Die letzte Eigentümerin des Schlossguts Günzach, die den Namen Gabler trug, war Eleonore Gabler (1923–2020). Sie war die Tochter des vormaligen Gutsherrn und 1972–1984 auch Gemeinderätin in Günzach.

## Baubeschreibung
Dreiflügelige Anlage von 1730 mit Walmdächern und Putzgliederung um 1900. Maschinenhaus an der Nordseite 1902. Südöstlich vom Hauptbau zweiflügeliges Ökonomiegebäude, im Kern 18. Jahrhundert. Katholische Kapelle Hl. Familie von 1902.